# Ålidhemskyrkan
Ålidhemskyrkan är en kyrkobyggnad som tillhör Ålidhems församling i Luleå stift. Invigd 1973. Den ligger på en skogklädd kulle mellan Sofiehem, Ålidbacken och Ålidhem, i närheten av Norrlands universitetssjukhus i Umeå.

## Kyrkobyggnaden
Arkitekten Carl Nyrén vann arkitekttävlingen för kyrkan med förslaget För alla.
Kyrkan är tidstypisk för funktionalismen under 60- och 70-talet med sin klossform och platta tak men Carl Nyrén har valt en ljusare variant med trä och stora fönster i motsats till de betydligt vanligare och mörkare varianterna i tegel och betong. Typiskt för funktionalismen är även att kyrkan nästan helt saknar ornamentik, har få skulpturföremål och konstverk samt att i en demokratisk anda har allt lagts i ett och samma plan; ingen kyrktrappa och inte något upphöjt kor.
Klockstapeln med sina tre klockor (stämda i G, Aiss och C) är ritad av Sören Thurell och har en mer traditionell form vilket framhäver den mer anonyma kyrkobyggnaden.

## Kyrkorgel
Kyrkorgeln är levererad av Magnussons Orgelbyggeri i Mölnlycke och tillsammans med dopfunten placerad framtill i kyrkorummet.

## Övrigt
Ålidhems församling hyr en 140 m² i Sjöfruskolan, en skola i stadsdelen Tomtebo som invigdes 2009. Vid större gudstjänster kommer kyrkan även att nyttja skolans inomhustorg. Ålidhems församling har i diskussioner med skolans ledning och personal förbundit sig att hålla sig till läroplanen. Skolans läroplan säger att skolan ska ge kunskap om olika religioner, bl.a. om kristen tro, och den möjlighet till påverkan och det försprång som Svenska kyrkan får genom att redan finnas i skolan har fått kritik både från icke-religiösa föräldrar och från den ganska betydande minoritet som har en annan tro än den kristna. Kyrkoherden har påpekat att läroplanen inte hindrar kyrkan från att förmedla den kristna tron. Hon skriver i en insändare att barn har rätt till andlig utveckling enligt FN:s barnkonvention och att skolan i detta sammanhang kan vara en resurs för skolan. Hon påpekar även att skolan ska förmedla kunskap om det kulturarv vi har i Sverige och där är kyrkan en viktig del.